# First Things

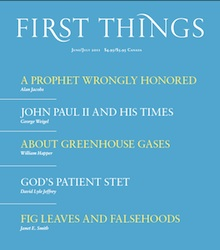
First Things

First Things (FT) est une revue mensuelle américaine de tendance libérale conservatrice qui paraît également sur Internet. fondée en mars 1990 par Richard John Neuhaus. 

## Histoire
Elle a été fondée par Richard John Neuhaus (1936- 2009), un écrivain nord-américain luthérien devenu catholique. Il a créé la revue après avoir été renvoyé du Rockford Institute (en) pour insubordination. First Things est interreligieuse et indépendante bien qu'accueillant régulièrement des contributeurs de tendance conservatrice, qui expriment une critique judéo-chrétienne de la société contemporaine. Certains sont orthodoxes, juifs, protestants ou catholiques parmi lesquels Mary Ann Glendon, Georg Weigel et Michael Novak.

## Publication
La revue est publiée chaque mois à environ 30 000 exemplaires et actualisée chaque jour sur son site Internet.

### Liste des éditeurs
Éditeur en chef
- Richard John Neuhaus (1990-2009) ;

Éditeurs
- James Nuechterlein (1990-2004) ;
- Damon Linker (2004-2005) ;
- Joseph Bottum (2005-2010) ;
- James Nuechterlein (ad interim, 2010-2011) ;
- RR Reno (2011-présent) ;

Rédacteurs en chef
- David P. Goldman (2009-2010) ;
- David Blum (2010) ;
- David Mills (2011-2013) ;
- Midge Decter (ad intérim, 2013-2014) ;
- Mark Bauerlein (2014-2019) ;
- Matthew Schmitz (depuis 2017) ;
- Julia Yost (depuis 2017).

## Structure
La revue est dirigée par un conseil administration comprenant une dizaine de membres siégeant à New York. Ce dernier comprend notamment un comité de rédaction ainsi qu'un conseil consultatif. 